# Camplong
Camplong ist eine französische Gemeinde mit 217 Einwohnern (Stand: 1. Januar 2022) im Département Hérault in der Region Okzitanien. Sie  gehört zum Arrondissement Béziers und zum Kanton Clermont-l’Hérault.

## Geographie
Die Gemeinde Camplong liegt im Regionalen Naturpark Haut-Languedoc, etwa 37 Kilometer nordnordwestlich des Stadtzentrums von Béziers. Camplong wird umgeben von den Nachbargemeinden Avène im Norden, Le Bousquet-d’Orb im Nordosten, La Tour-sur-Orb im Osten und Süden, Saint-Étienne-Estréchoux im Südwesten sowie Graissessac im Westen.

## Bevölkerungsentwicklung
| Jahr                       | 1962 | 1968 | 1975 | 1982 | 1990 | 1999 | 2006 | 2013 | 2020 |
| Einwohner                  | 514  | 348  | 305  | 251  | 241  | 187  | 230  | 240  | 227  |
| Quellen: Cassini und INSEE |      |      |      |      |      |      |      |      |      |

## Sehenswürdigkeiten
- Kirche der Darstellung des Herrn, genannt St. Salvator (Église de la Présentation-du-Seigneur dite Saint-Sauveur)
- Kapelle Saint-Sauveur aus dem 12. Jahrhundert
- Kreuz aus dem 12./13. Jahrhundert

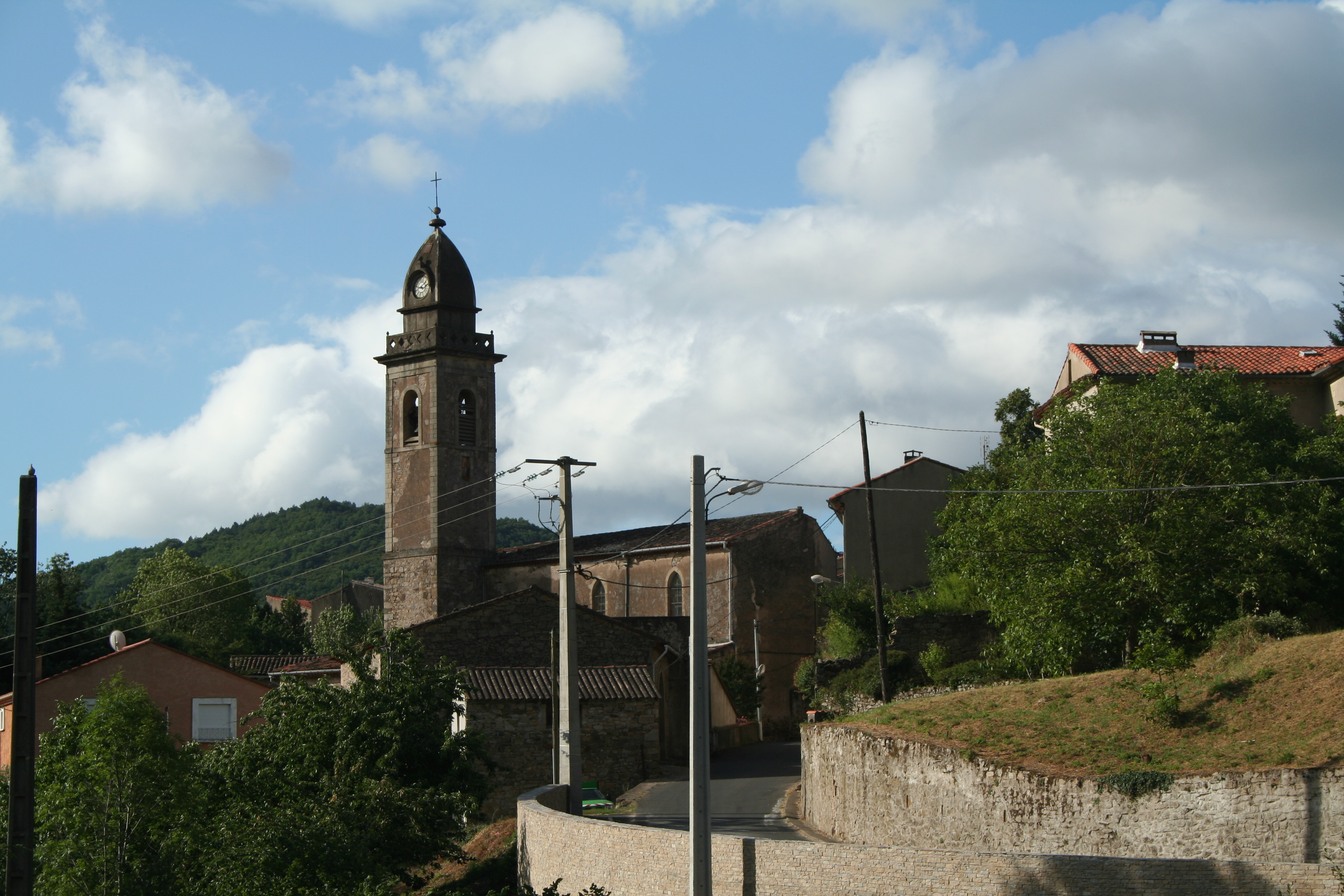
Kirche der Darstellung des Herrn
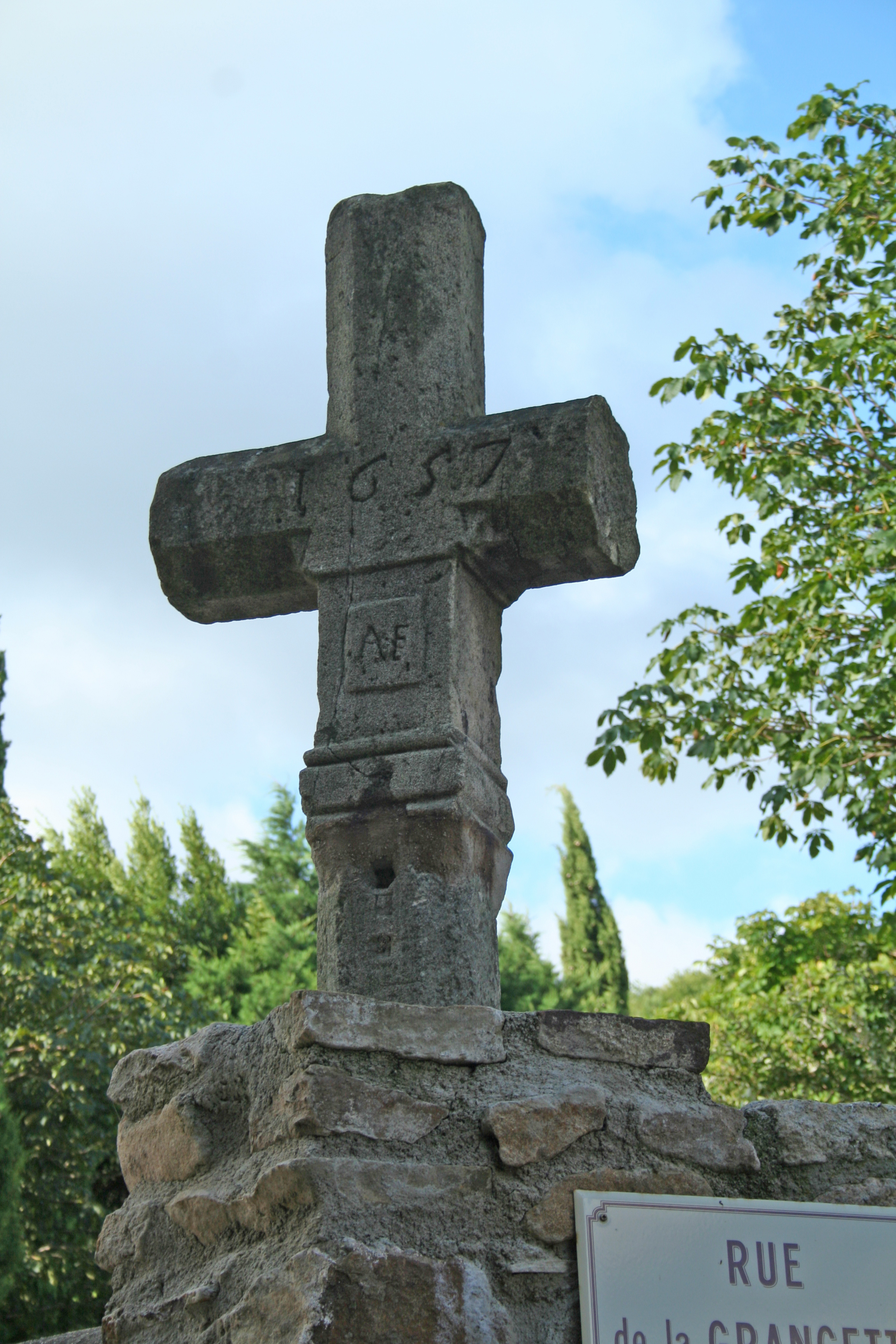
Kreuz aus dem Jahr 1657
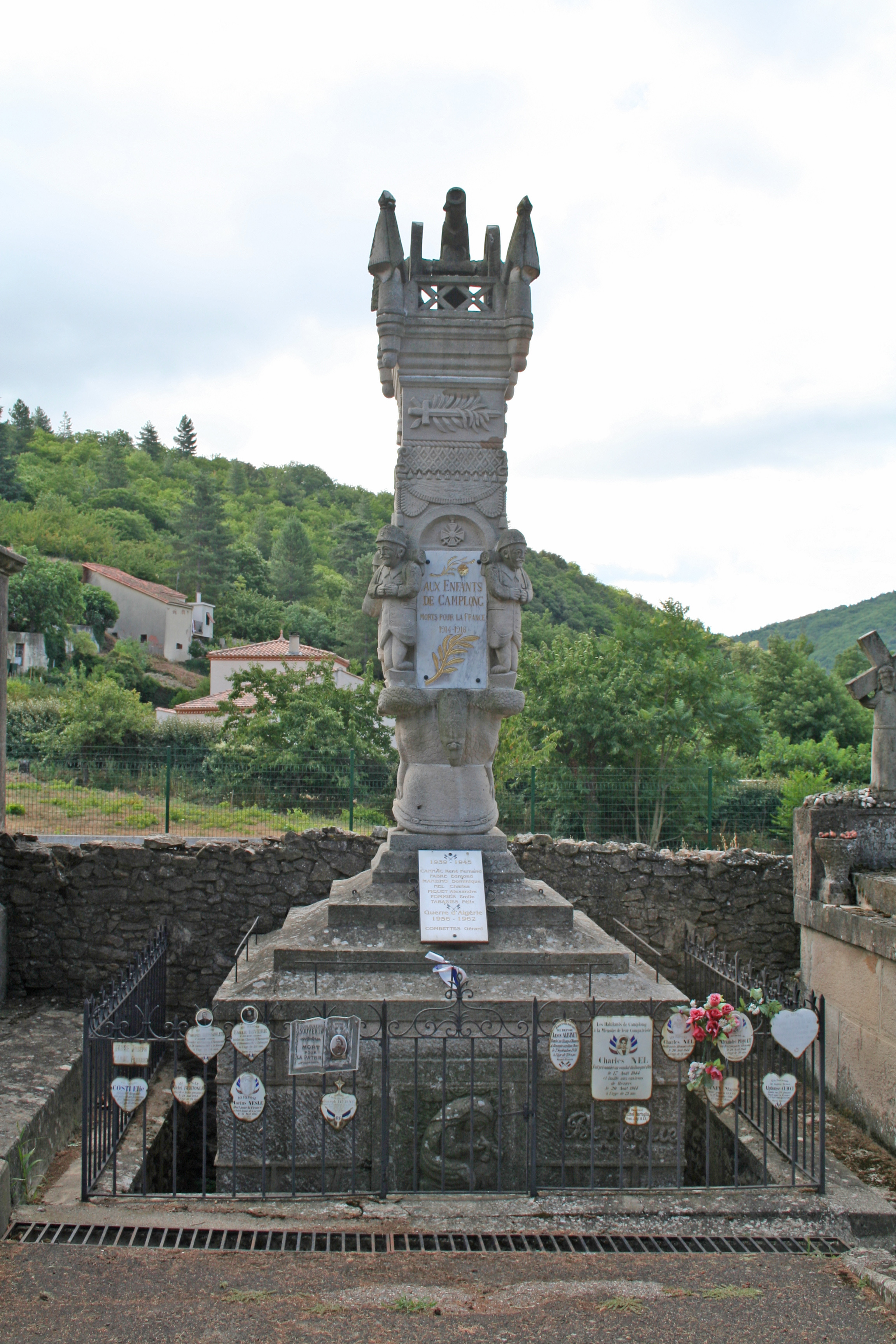
Gefallenendenkmal